# Châtillon-sur-Morin
Châtillon-sur-Morin ist eine französische Gemeinde mit 208 Einwohnern (Stand 1. Januar 2022) im Département Marne in der Region Grand Est (vor 2016 Champagne-Ardenne). Sie gehört zum Arrondissement Épernay und zum Kanton Sézanne-Brie et Champagne.

## Geografie
Châtillon-sur-Morin liegt etwa 90 Kilometer östlich des Pariser Stadtzentrums auf einer Terrasse über einer Flussbiegung des oberen Grand Morin. Umgeben wird Châtillon-sur-Morin von den Nachbargemeinden Esternay im Norden, Le Meix-Saint-Epoing im Osten und Südosten, La Forestière im Süden, Les Essarts-le-Vicomte im Südwesten sowie Escardes im Westen und Südwesten.

## Bevölkerungsentwicklung
| Jahr                       | 1962 | 1968 | 1975 | 1982 | 1990 | 1999 | 2006 | 2011 | 2018 |
| -------------------------- | ---- | ---- | ---- | ---- | ---- | ---- | ---- | ---- | ---- |
| Einwohner                  | 202  | 166  | 131  | 135  | 155  | 163  | 185  | 189  | 220  |
| Quellen: Cassini und INSEE |      |      |      |      |      |      |      |      |      |

## Sehenswürdigkeiten
- Kirche Saint-Léger aus dem 12./13. Jahrhundert mit späteren Umbauten
- Benediktinerkloster Notre-Dame-des-Bois im Ortsteil Bricot-la-Ville, 1104 oder 1150 gegründet, 1629 nach Sézanne verlegt

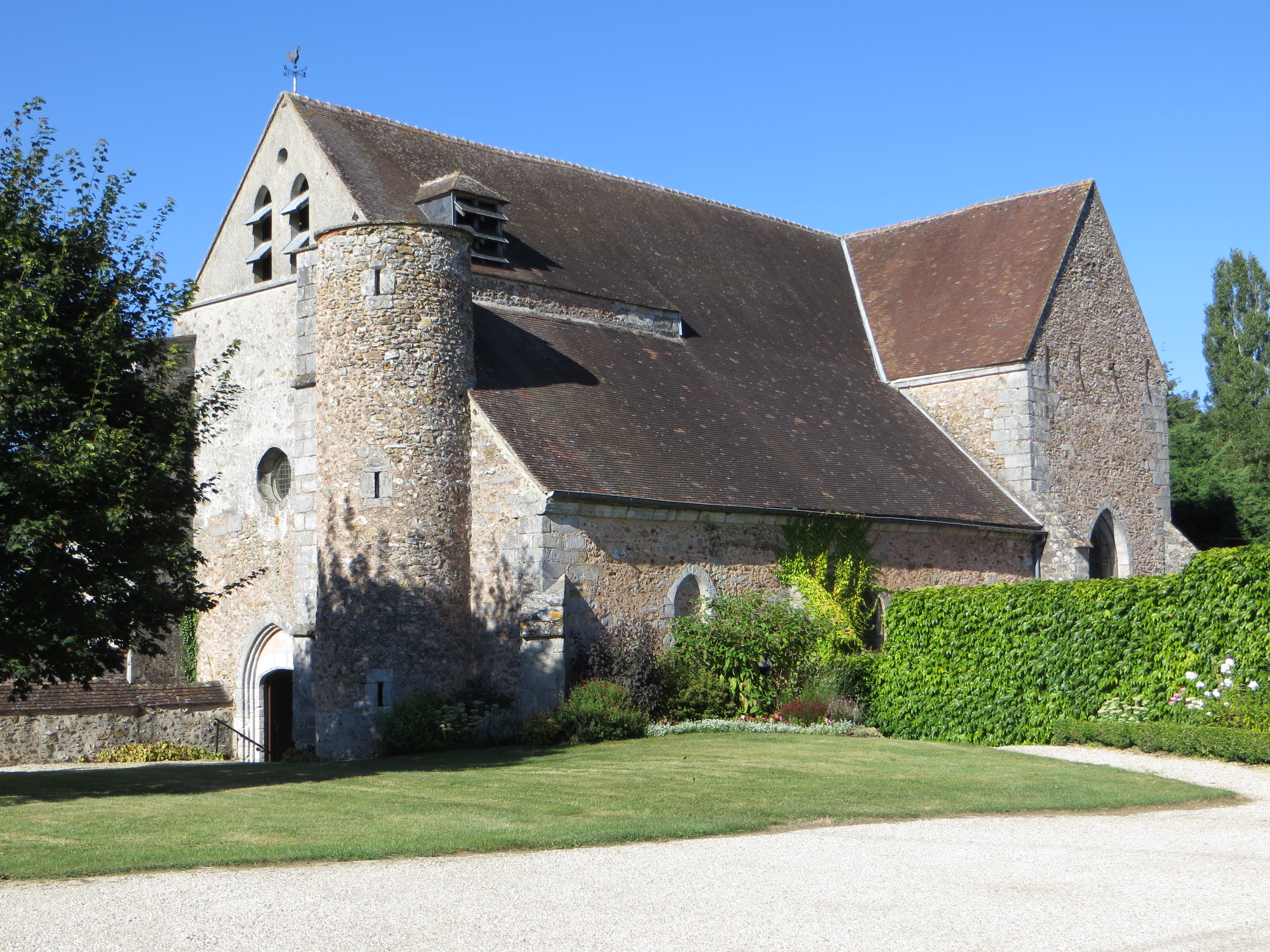
Kirche Saint-Léger